# São Tomé (Paraná)
Pour les articles homonymes, voir São Tomé.
São Tomé est une municipalité brésilienne située dans l'État du Paraná.